# CAS Space
CAS Space (chinesisch 中科宇航, Pinyin Zhōngkē Yǔháng) ist der Markenname, unter dem die chinesische Zhongke Raumfahrterkundungstechnik GmbH (chinesisch 广州中科宇航探索技术有限公司) ihre Dienstleistungen anbietet. Die Firma ist eine Ausgründung der Chinesischen Akademie der Wissenschaften (CAS), ihr Hauptsitz befindet sich im Stadtbezirk Nansha von Guangzhou, Provinz Guangdong.

## Geschichte
Die Zhongke Raumfahrterkundungstechnik wurde am 19. Dezember 2018 vom Institut für Mechanik der Chinesischen Akademie der Wissenschaften als „Zhongke Raumfahrterkundungstechnik GmbH, Peking“ (北京中科宇航探索技术有限公司) gegründet. Das durch von Lokalregierungen betriebene Investitionsgesellschaften zur Verfügung gestellte Stammkapital der Firma betrug 20 Millionen Yuan (im Juni 2022 war das reale Kapital mit rund 13 Millionen deutlich niedriger), Vorstandsvorsitzender wurde Liang Kun (梁坤) von der Chinesischen Akademie für Trägerraketentechnologie.
Der Unternehmensgegenstand der Gesellschaft mit beschränkter Haftung umfasste neben allgemeiner Technologieentwicklung und Import/Export-Aktivitäten von Anfang an Raumflugkörper für zivile Anwendungen (民用航空器). Am 5. März 2019 wurde dies dann erweitert auf Trägerraketen für zivile Anwendungen, Raumflugkörper und Ersatzteile für Raumflugkörper.
Am 1. November 2019 zog sich Liang Kun aus der Firma zurück, neuer Vorstandsvorsitzender wurde Yang Yiqiang (杨毅强), der – in inoffizieller Funktion – einer der Initiatoren des Projekts war. Geboren im Januar 1967 im Kreis Jiang, Provinz Shanxi, hatte Yang Yiqiang nach dem Abitur zunächst an der Fakultät für Luft- und Raumfahrttechnik der Universität für Wissenschaft und Technik der Landesverteidigung in Changsha Flugkörpersystemingenieurwesen (飞行器系统工程) studiert.
Nach dem Vordiplom 1987 wechselte er zur Chinesischen Akademie für Trägerraketentechnologie, wo er im weiteren Verlauf zunächst zum Leiter des Büros für Markenführung, dann zum Leiter der Abteilung für Qualitätssicherung und schließlich zum organisatorischen Leiter (总指挥) für die Feststoff-Trägerrakete Langer Marsch 11 und eine von dem strategischen Bomber Xian H-6 oder dem Transportflugzeug Xian Y-20 gestartete Trägerrakete für Nutzlasten von 200 kg in sonnensynchrone Umlaufbahnen aufstieg.
Im April 2019 wechselte Yang Yiqiang zum Institut für Mechanik der Chinesischen Akademie der Wissenschaften, wo er die Leitung des eigens gegründeten Zentrums für Raumflugtechnologie übernahm.
Dort fand dann die Entwicklung der Feststoff-Trägerrakete Lijian-1 statt, die in allen Dimensionen etwa 50 % größer ist als die LM-11.
Der Firmensitz befand sich ursprünglich im Pekinger Stadtbezirk Tongzhou. Später wurde der offizielle Hauptsitz nach Guangzhou in Südostchina verlegt, wo sich jedoch nur ein Büro mit zwei sozialversicherungspflichtigen Angestellten befindet.
Die Pekinger Niederlassung wurde am 5. März 2019 in „Zhongke Raumfahrttechnik GmbH, Peking“ (北京中科宇航技术有限公司) umbenannt und in die Wirtschaftlich-Technische Erschließungszone Peking (北京经济技术开发区) an der Grenze der Stadtbezirke Tongzhou und Daxing verlegt. Die Hauptgesellschaft wurde in „Zhongke Raumfahrterkundungstechnik GmbH, Guangzhou“ umbenannt und die Pekinger Niederlassung, wo man, ohne den Zwischenschritt über kleinere Raketen, von vornherein nur die Entwicklung mittlerer und großer Trägerraketen für kommerzielle Zwecke anstrebte, als hundertprozentige Tochtergesellschaft der Raumfahrterkundungstechnik Guangzhou weitergeführt.
Im Mai 2019 hatte die Chinesische Akademie der Wissenschaften ein Übereinkommen mit der Stadt Guangzhou getroffen, dort auf einem 99 km² großen Areal im Stadtbezirk Nansha die „Wissenschaftsstadt Nansha“ (南沙科学城) zu errichten.
Neben dem Campus Guangzhou der Universität der Chinesischen Akademie der Wissenschaften und anderen Einrichtungen siedelte sich auch die Zhongke Raumfahrterkundungstechnik dort an. Auf einem 40 ha großen Gelände baute man ab dem 29. September 2020 die „Fertigungsbasis für Raumflugtechnologie“ (中科空天飞行科技产业化基地), wo die vom Zentrum für Raumflugtechnologie des Instituts für Mechanik in Peking entwickelten Konzepte in reale Raketen umgesetzt werden sollten. Neben Entwicklung und Produktion der Komponenten soll dort auch die Endmontage und Überprüfung von Festtreibstoff-, später auch Flüssigkeitsraketen stattfinden.
Langfristig wurde eine Produktionskapazität von 30 Raketen pro Jahr angestrebt.
Für den Betrieb der Fertigungsbasis wurde die Zhongke Raumfahrtausrüstungsindustrie GmbH, Guangzhou (中科宇航（广州）装备工业有限公司) als hundertprozentige Tochter der Zhongke Raumfahrterkundungstechnik GmbH, Guangzhou gegründet, die am 26. September 2021 – die Fabrik befand sich noch im Bau – ihren Geschäftsbetrieb aufnahm.
Noch auf der Gründungsfeier wurden mit zwei Zulieferfirmen strategische Kooperationsabkommen unterzeichnet.
Am 10. Januar 2023 nahm der erste Teil der Fabrik den Betrieb auf.
Für die Entwicklung der Flüssigkeitsraketentriebwerke war bereits im Mai 2019 in Xi’an, Provinz Shaanxi, die Zhongke Raumfahrtantriebstechnik GmbH (西安中科宇航动力技术有限公司) gegründet worden. Neben der Zhongke Raumfahrterkundungstechnik GmbH waren an dem Projekt auch ehemalige Mitarbeiter der Xi’aner Akademie für Flüssigkeitsraketentriebwerkstechnik beteiligt, die seit 1965 auf diesem Gebiet tätig ist. Man begann unverzüglich mit der Arbeit an einem mit Kerosin und Flüssigsauerstoff nach dem Nebenstromverfahren arbeitenden Triebwerk von 200 kN Schubkraft. Der Vorbrenner des „Schwarzer Milan 1“ (玄鸢一号) genannten Triebwerks absolvierte bereits im Oktober 2019 seinen ersten erfolgreichen Test auf dem Prüfstand, im April 2021 folgte ein 50 Sekunden langer Test mit einem in 3D-Druck gefertigten Vorbrenner. Im Mai 2021 lief erstmals das vollständige Triebwerk auf dem Prüfstand.
Auf dem Kommerziellen Startgelände des Kosmodroms Jiuquan (16 km südwestlich der Startrampen für die hypergolen Raketen der Serie Langer Marsch) baute die Zhongke Raumfahrterkundungstechnik auf einem 13 ha großen Areal eine große Werkhalle, wo bis zu 10 Raketen zwischengelagert werden können. Die Startvorbereitungen für die Lijian-1 finden direkt an der Startrampe statt. Hierbei handelt es sich um eine Aufrichtvorrichtung: ein vielachsiger Transporter bugsiert die Rakete rückwärts an die Rampe, wo die letzten Tests in horizontaler Position und geschützt von einer fahrbaren Überdachung stattfinden. Vor dem Start wird die an eine Werkhalle erinnernde Überdachung zurückgefahren, die Rakete wird aufgerichtet und gezündet. Da in Jiuquan an 300 Tagen pro Jahr geflogen werden kann, könnte die Firma theoretisch bis zu 30 Raketen pro Jahr starten. Der erste, auf Anhieb erfolgreiche Start einer Lijian-1 erfolgte am 27. Juli 2022.

## Geschäftsfelder
Die Zhongke Raumfahrterkundungstechnik GmbH ist Stand 2022 ein Raketenbauer und, unter dem Markennamen „CAS Space“, ein Anbieter von Startdienstleistungen. Die Zielgruppe hierfür sind zivile Kunden im In- und Ausland.
Beim ersten Start am 27. Juli 2022 kamen fünf der sechs Nutzlasten von der Innovationsakademie für Mikrosatelliten, einer Einrichtung der Chinesischen Akademie der Wissenschaften, der sechste Satellit kam von der Shanghai Aerospace Weltraumtechnologie GmbH, einer kommerziellen Tochterfirma der Shanghaier Akademie für Raumfahrttechnologie.
Bislang einziges Produkt der Firma ist die Feststoffrakete Lijian-1, auch bekannt unter der englischen Bezeichnung  „Powerrocket 1“ bzw. „PR-1“.
Mit dieser Rakete können 6 Monate nach Vertragsunterzeichnung zum Preis von 60.000 Yuan/kg (Stand 2022) bis zu 2 t in eine um 40° zum Äquator geneigte Umlaufbahn von 200 km Höhe oder 1,5 t in eine 500 km hohe sonnensynchrone Umlaufbahn gebracht werden. Prinzipiell sind von der Startrampe auf dem Kosmodrom Jiuquan alle Bahnneigungen von 0–180° möglich, also einschließlich rückläufiger Umlaufbahnen, aber keine Starts nach Süden (dort befindet sich in 100 km Entfernung die „Erprobungs- und Ausbildungsbasis der Luftwaffe der chinesischen Volksbefreiungsarmee“, Asiens größter Militärflughafen).
Die Zhongke Raumfahrterkundungstechnik hat ein strategisches Kooperationsabkommen mit der Chang Guang Satellitentechnik GmbH, einer Tochterfirma des Changchuner Instituts für Optik, Feinmechanik und Physik der Akademie der Wissenschaften, die seit 2015 die kommerzielle Erdbeobachtungs-Satellitenkonstellation Jilin 1 aufbaut. In ihrer endgültigen Ausbauphase soll diese Konstellation aus 138 Satelliten bestehen. Die bis Juni 2023 gestarteten Satelliten, von denen 121 den Orbit erreichten, wurden jedoch alle mit Raketen der China Aerospace Science and Technology Corporation, der ExPace GmbH und der Galactic Energy AG ins All befördert. Im Juni 2023 wurde auf der Pariser Luftfahrtschau ein weiteres Kooperationsabkommen mit der französischen Startbuchungsplattform RIDE! geschlossen, die Satellitenbauern und -betreibern Mitfluggelegenheiten auf der Lijian-1 vermitteln soll.
Damit hatte CAS Space das Monopol der China Great Wall Industry Corporation, einer Tochtergesellschaft der China Aerospace Science and Technology Corporation, durchbrochen, die bis dahin die einzige Firma war, die die Erlaubnis der chinesischen Regierung besaß, kommerzielle Starts für ausländische Kunden zu arrangieren.
Neben der Lijian-1 arbeitet die Zhongke Raumfahrterkundungstechnik auch an einer Feststoffraketen mit Boostern, für die die Akademie für Feststoffraketentriebwerkstechnik die mit Treibstoff gefüllten Raketenstufen liefert. Für mit dem in Entwicklung befindlichen Kerosin/Flüssigsauerstoff-Triebwerk arbeitenden Raketen wird langfristig eine Wiederverwendbarkeit angestrebt. Ebenfalls mindestens fünfmal wiederverwendbar sein soll eine Plattform für Experimente mit Flüssigkeiten, zur Messung von Isotopen in der Atmosphäre und zur Erprobung von Mikrosystemen für eine Produktion in der Schwerelosigkeit.
Hierbei handelt es sich um eine 10 m lange, ebenfalls mit Flüssigkeitstriebwerken arbeitende Höhenforschungsrakete mit einem Startgewicht von 10,5 t, die Lasten von 100–800 kg in Höhen von 120–300 km befördern kann, wo sie für 150–450 Sekunden einer Wurfparabel folgen, was für praktische Zwecke der Schwerelosigkeit entspricht. Von Januar bis März 2023 wurden in Haiyang an der Südküste der Provinz Shandong eine Reihe von Tests zur Steuerung des Landevorgangs durchgeführt, bei denen ein verkleinertes, mit Düsentriebwerken ausgestattetes Modell der Rakete in eine Höhe von 1 km gebracht wurde und nach etwa zehnminütigem Flug mit einer Präzision von 10 m sowohl an Land als auch auf der Landeplattform eines Schiffs landete. Letzteres war, da sich das Schiff im Wellengang bewegte, nicht einfach. In der Endphase des Landeanflugs wurde die Sinkgeschwindigkeit auf 2 m/s reduziert und der letzte Impuls von den Stoßdämpfern des Raketenmodells abgefangen.
Eine 15 m lange, 70 t schwere und mindestens 30-mal wiederverwendbare Version dieser Rakete soll Personen und Gegenstände im Gesamtgewicht von bis zu 2 t in eine Höhe von 100–120 km befördern, wo sie für 300–550 Sekunden Schwerelosigkeit erfahren. Im Juli 2022 unterzeichnete die Firma ein strategisches Rahmenabkommen mit der China Tourism Group (中国旅游集团), einem Zentral Verwalteten Unternehmen, das seit 1949 Chinareisen für Hongkonger organisiert und nun beabsichtigt, in das Feld des Weltraumtourismus zu expandieren.
Stand 2022 sind bei der Zhongke Raumfahrterkundungstechnik GmbH und ihren Tochterfirmen etwa 200 Mitarbeiter tätig, 70 % davon Diplomingenieure oder mit Promotion und fast alle von der Chinesischen Akademie für Trägerraketentechnologie oder der Akademie für Flüssigkeitsraketentriebwerkstechnik kommend. Dort haben sie vor ihrem Wechsel zur Zhongke Raumfahrterkundungstechnik im Durchschnitt 10 Jahre Erfahrung bei Entwicklung und Bau von Trägerraketen der Serie „Langer Marsch“ gesammelt. Vorstandsvorsitzender und Geschäftsführer in Personalunion ist seit dem 1. November 2019 Yang Yiqiang. Aufsichtsratsvorsitzender ist seit Gründung der Firma Su Jianyu (苏建宇), stellvertretender Aufsichtsratsvorsitzender am Institut für Mechanik und dort unter anderem für die Abwicklung unrentabler Ausgründungen zuständig.
Die Zhongke Raumfahrterkundungstechnik GmbH macht zu Umsatz und Gewinn keine Angaben. Die Finanzierung erfolgte 2023 primär durch die Industrieinvestitions- und Beteiligungsgesellschaft Guangzhou (广州产业投资控股集团有限公司), eine von der Stadt Guangzhou 2016 gegründete, im Staatsbesitz befindliche Wirtschaftsförderungsgesellschaft.

## Tochterunternehmen
Die Zhongke Raumfahrterkundungstechnik GmbH besteht nur aus einem Büro in Guangzhou, die eigentliche Firmenaktivität findet in folgenden Tochtergesellschaften statt:
- Zhongke Raumfahrttechnik GmbH, Peking (北京中科宇航技术有限公司)
- Zhongke Raumfahrtausrüstungsindustrie GmbH, Guangzhou (中科宇航（广州）装备工业有限公司)
- Zhongke Raumfahrtantriebstechnik GmbH, Xi’an (西安中科宇航动力技术有限公司)[3]